# Fryderyk II Bitny
Fryderyk II Bitny (ur. 15 czerwca 1211 w Wiener Neustadt, zm. 15 czerwca 1246 w bitwie nad rzeką Litawą) – książę Austrii i Styrii w latach 1230–1246.
Fryderyk był synem księcia Austrii – Leopolda VI oraz księżniczki bizantyńskiej – Teodory Angeliny.
Fryderyk prowadził ciągłe walki ze swoimi sąsiadami Węgrami, Bawarią i Czechami. Najpoważniejszy był konflikt z cesarzem Fryderykiem II, który w 1236 r. skazał go na banicję. Wówczas Wiedeń na kilka lat stał się wolnym miastem Rzeszy. W 1239 r. wrogowie pogodzili się i Fryderyk Bitny został ważnym sojusznikiem cesarza. Rozpoczął z nim rozmowy w sprawie nadania Austrii wraz ze Styrią rangi królestwa. Cesarz zażądał w zamian małżeństwa z bratanicą Fryderyka Bitnego Gertrudą, która jednak nie wyraziła zgody na ślub z dużo starszym władcą Niemiec. Fryderyk Bitny poległ w bitwie nad Litawą walcząc z wojskami króla węgierskiego Beli IV Wielkiego.

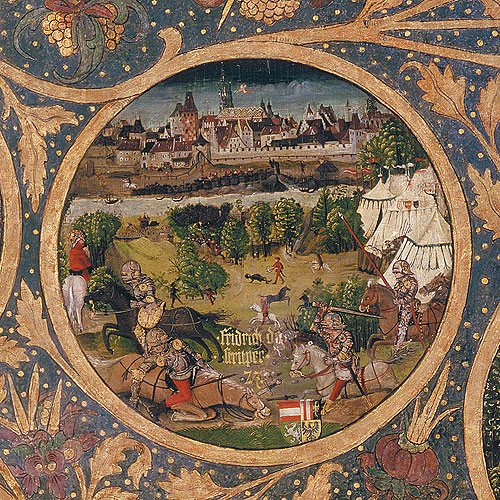
Fryderyk II Bitny na drzewie genealogicznym rodu Babenbergów

Fryderyk był dwukrotnie żonaty. Jego pierwszą żoną była Zofia Laskaris, drugą od 1229 r. Agnieszka Andechs, córka księcia Meranii Ottona I, która wniosła mu Krainę, Marchię Wendyjską i dobra nad Innem. W 1232 r. Fryderyk przyjął tytuł Dominus Carniolae (Pan Karyntii). Małżeństwo okazało się bezdzietne i w 1243 r. nastąpił rozwód. Były mąż zachował tylko dobra nad Innem.
Fryderyk II Bitny był ostatnim męskim przedstawicielem Babenbergów. Po jego śmierci rozpoczęła się walka o spadek po wygasłej dynastii. Ważną rolę odgrywały w niej siostra Fryderyka Małgorzata i bratanica Gertruda.